# Küstenkanal (Rostock)

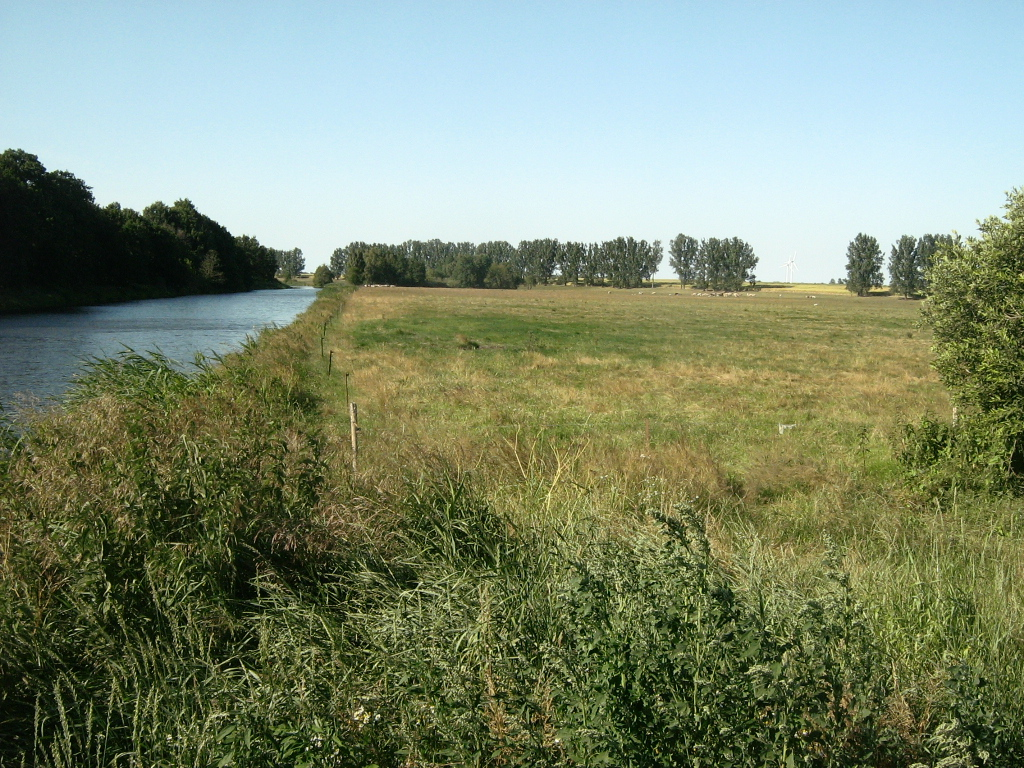
Der Trebelkanal, fertiggestelltes Teilstück des Küstenkanals im Trebeltal

Als Küstenkanal beziehungsweise als Recknitz-Trebel-Peene-Kanal wurde eine nie fertiggestellte künstliche Wasserstraße bezeichnet, die den 1960 eröffneten Überseehafen Rostock an die Binnenschifffahrt in der damaligen Deutschen Demokratischen Republik (DDR) anschließen sollte. Erste Pläne für eine solche Verbindung entstanden 1957 zusammen mit den Planungen zum Neubau des Überseehafens.
Die geplante Wasserstraße sollte mehrere kleinere Flüsse durch Kanäle zu einer durchgängigen Verbindung zwischen Rostock und dem Stettiner Haff kombinieren, von dem aus über die Oder ein Anschluss an die Binnenschifffahrt möglich gewesen wäre, über die Elbe sogar bis nach Prag. Trotz Verzichts auf einen Teil des geplanten Verlaufs zugunsten einer Alternativvariante wurde das Projekt 1962 aus Kostengründen eingestellt. Ein rund 15 Kilometer langes und als Trebelkanal bezeichnetes Teilstück eines unvollendeten Verbindungskanals ist der größte heute noch vorhandene Teil.

## Geplanter Verlauf
Beginnen sollte die geplante Wasserstraße am Breitling, einer boddenartigen Erweiterung der Warnow kurz vor ihrer Ostseemündung, an deren Südufer sich der Überseehafen befindet. Vom Breitling sollte durch die Rostocker Heide ein Kanal zum Saaler Bodden gebaut werden. Von diesem aus folgte der geplante Verlauf der Recknitz, die dann durch einen zweiten zu bauenden Kanal mit der Trebel verbunden werden sollte. Über die Peene, in welche die Trebel bei Demmin mündet, war über deren Mündung in das Stettiner Haff der Anschluss an die Oder geplant. Erste Pläne für eine schiffbare Verbindung von der Darß-Zingster Boddenkette über die Recknitz und Trebel zur Peene gab es bereits in den 1930er Jahren.

## Realisierung

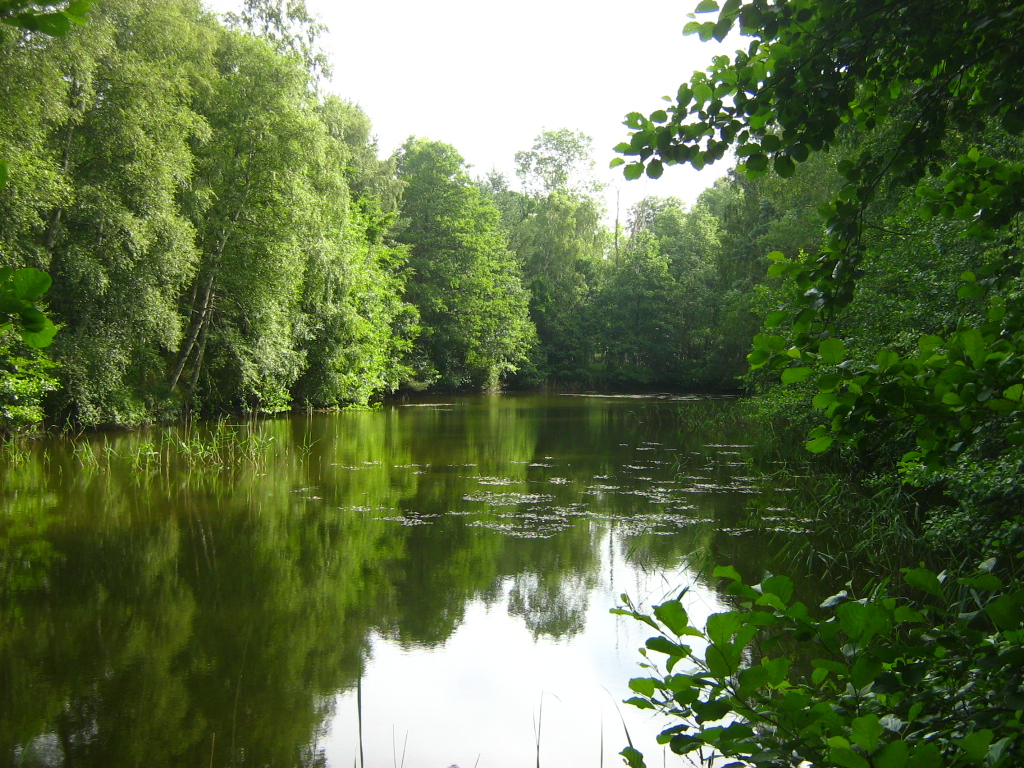
Kanalstück bei Torfbrücke in der Rostocker Heide

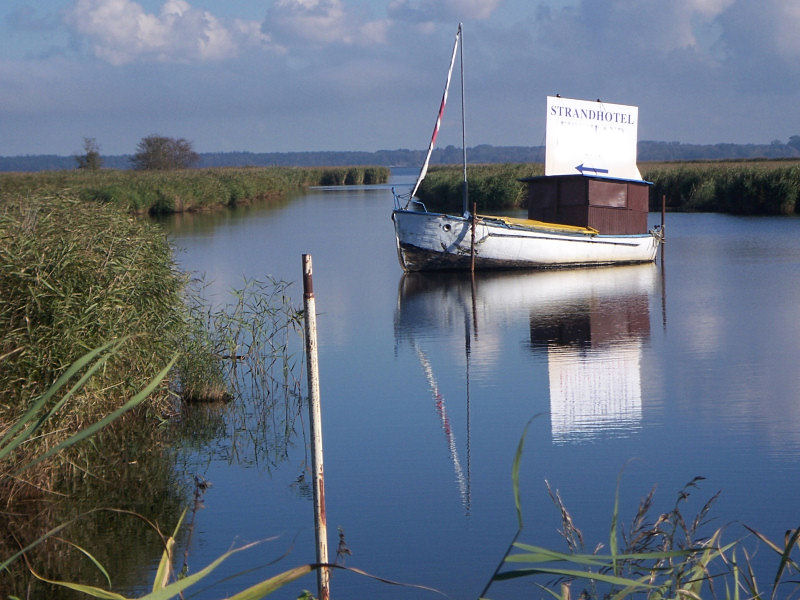
Kanalanfang bei Hof Körkwitz

Der Bau der Wasserstraße war in der DDR als zentrales Jugendobjekt vorgesehen, eine ideologisch motivierte Form von freiwilliger Aufbau- und Entwicklungsarbeit durch Jugendliche, durch die mehrere Großbauprojekte in der DDR realisiert wurden. Durch die Durchführung als Jugendobjekt sollten vor allem die Baukosten entsprechend gering gehalten werden. Der Bau gelangte jedoch nicht in entsprechende staatliche Planungen. Zu Beginn des Jahres 1958 begannen dann Jugendliche, vorwiegend aus der Region Stralsund, auf eigene Initiative und mit einfachsten Mitteln, mit dem Bau der ersten Kilometer des Kanals entlang der Trebel. Im Sommer stieg die Zahl der beteiligten Jugendlichen auf mehrere Hundert, zum Teil auch aus dem Ausland, die neben der Mitarbeit am Projekt auch die Möglichkeit zu entsprechenden Ferienaktivitäten in der landschaftlich reizvollen Umgebung nutzten.
Bis Bassendorf wurden schließlich etwa 15,5 Kilometer eines etwa drei Meter tiefen Kanals fertiggestellt, mit einer Breite von etwa 35 Metern am Wasserspiegel und zwölf Metern an der Sohle. Basierend auf neuen Kostenschätzungen kam das Projekt jedoch 1960 zum Erliegen. Insbesondere die Ausgaben zum Bau neuer Brücken und Schleusen waren zuvor aufgrund der vom Projekt ausgehenden Euphorie unterschätzt worden. Auch die Notwendigkeit der Regulierung der Recknitz, deren Fließrichtung der von Trebel und Peene entgegengesetzt ist, und die dadurch entstehenden Kosten waren zu Beginn des Projektes kaum berücksichtigt worden.
Die Verbindung der Recknitz mit Trebel und Peene und damit die ursprünglichen Planungen einer Binnenwasserstraße vom Breitling über den Saaler Bodden und Recknitz, Trebel sowie Peene in das Stettiner Haff wurden aufgegeben. Als Alternativlösung zu den ursprünglichen Plänen wurde 1961 durch das Industrieprojektbüro Stralsund die alleinige Realisierung der Verbindung zwischen Breitling und Saaler Bodden durch einen 37 Meter breiten und etwa 20 Kilometer langen Kanal vorgeschlagen. Der weitere Schiffsverkehr zum Stettiner Haff sollte dabei, an Stelle des zunächst geplanten Binnenverlaufs, nun über die Darß-Zingster Boddenkette, den Strelasund, den Greifswalder Bodden und den Peenestrom größtenteils über randständige Boddenbereiche der Ostsee erfolgen.
Basierend auf diesen Plänen begannen noch 1961 die entsprechenden Arbeiten. Die Rostocker Seebaggerei vertiefte den Breitling zwischen Wendeplatte und Schnatermann auf 4,50 Meter. Am Boddenende des geplanten Kanals wurden erste Aushubarbeiten durchgeführt. Erneut zeigte sich jedoch kurz nach Beginn der Bauarbeiten, dass die Kostenschätzungen zu niedrig ausgefallen waren. Insbesondere die notwendigen Ausgaben für Uferbefestigungen, die Vertiefungen der Boddengewässer und notwendige Umbauten an einigen Brücken erwiesen sich als deutlich höher als angenommen. Das Projekt des Küstenkanals wurde damit 1962 endgültig eingestellt. Als Alternative für den Gütertransport wurden nun die Bahnverbindungen nach Anklam und Berlin genutzt und entsprechend ausgebaut.

## Heutiger Zustand
Die Aushubstellen bei Torfbrücke in der Rostocker Heide und Hof Körkwitz bei Ribnitz sind auch heute noch zu finden. Sie wurden sich selbst überlassen und sind damit zum Teil der jeweiligen natürlichen Umgebung geworden. Die 15,5 Kilometer des unvollendeten Kanals entlang der Trebel werden heute vor allem durch Urlauber und Angler touristisch genutzt.